# جلوة منتشرة
الجلوة المنتشرة أو المردن المنتشر (باللاتينية: Atractylis prolifera) نوع نباتي يتبع جنس الجلوة من الفصيلة النجمية. سميت نسبة إلى فزان حيث تتواجد.

## الموئل والانتشار
ينتشر في المشرق العربي ووادي النيل والمغرب العربي.